# Austre Drevskjæra
Austre Drevskjæra est une île norvégienne du comté de Hordaland appartenant administrativement à Austevoll.

## Description
Rocheuse et désertique, à fleur d'eau elle s'étend sur environ 168 m de longueur pour une largeur approximative de 70 m. 